# Renier Zen (XVII sec.)
Renier Zen, o Raniero Zeno (Venezia, ... – ...; fl. XVII secolo), è stato un politico italiano, passato alla storia come tedoforo della rivolta del Senato marciano contro lo strapotere della famiglia Corner durante il dogato di Giovanni I Corner.

## Biografia

### Famiglia e origini
Renier apparteneva ad una della casate patrizie più antiche di Venezia (c.d. "Case vecchie"). Sposò una figlia di Bertucci Contarini.

### Carriera politica
chiaro]Nonostante la sua appartenenza ad una casata della nobiltà marciana più antica ed illustre, Zen si avvicinò alle tesi di Paolo Sarpi. Fu podestà di Crema (29 giugno 1608-4 luglio 1610), poi ambasciatore a Torino (1614-1617) e Roma. Durante il mandato presso la Santa Sede, si mise in mostra per il suo spirito critico e irrequieto (intorno al 1620 denunciò il cardinale Giovanni Dolfin come traditore filo-francese), tanto che la Serenissima fu costretta a richiamarlo in patria.

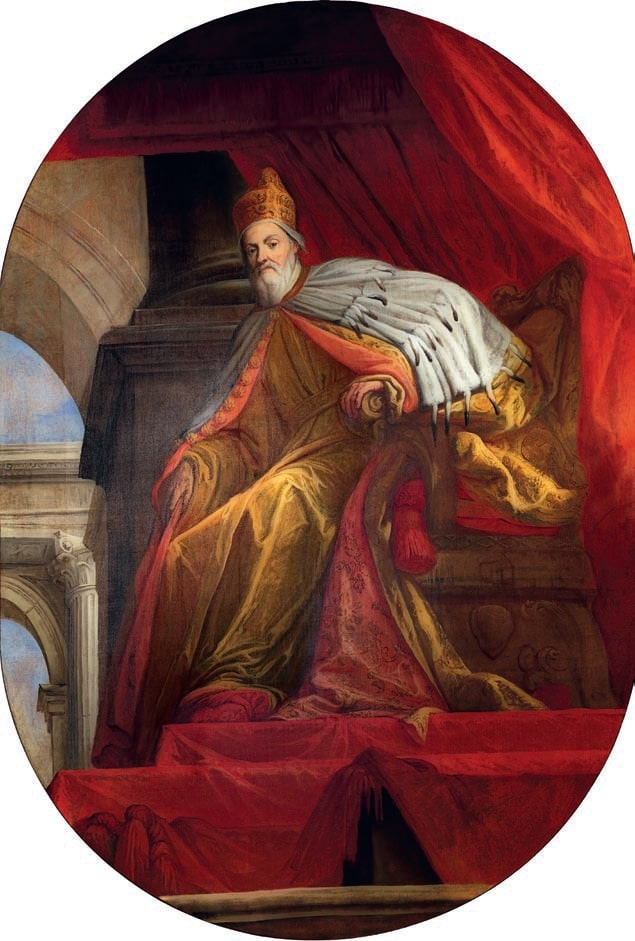
Il doge Giovanni I Corner (ritratto di Sebastiano Ricci), bersaglio delle reprimende di Renier Zen.

Nel 1625, Zen iniziò a guadagnarsi fama di agitatore dello status quo anche in Laguna, poco dopo l'elezione a doge di Giovanni I Corner (cognato del cardinal Dolfin), la cui famiglia organizzò rapidamente una vera e propria consorteria. In marzo, Renier perorò la causa dei patrizi "poveri" contro le richieste di rigore fiscale del savio del Consiglio Giovanni da Mula: la disputa degenerò in uno scambio di feroci accuse e Zen fu condannato all'esilio. Venne richiamato in patria per intervento di un amico (1627), quando il panorama politico lagunare cominciava ad essere scosso dal nepotismo impenitente del doge. Fresco di nomina al Consiglio dei Dieci, Zen si scagliò contro il potere dei Corner: il 20 settembre convince i Dieci a procedere contro il nepotismo del doge ed il 23 ottobre attacca frontalmente la Serenissima Signoria, cattivandosi l'appoggio delle "case nove" contro le "case vecchie" (di cui pur Zen faceva parte). Mentre la tensione politica cresce, il 30 dicembre Zen viene assalito fuori Palazzo ducale da Giorgio Corner, figlio del doge, scampando a stento alla morte.
Rimessosi dall'agguato, Zen, nominato capo dei Dieci, torna all'attacco dei Corner in Maggior Consiglio il 23 luglio 1628, costringendoli ad ordinarne l'arresto in modo illegale. Renier si nasconde, meritandosi così il bando (29 luglio), ma non lascia Venezia, ed i "Corneristi" attaccano i suoi partigiani: Girolamo Donà, vicino allo Zen, viene proditoriamente arrestato. Il 3 settembre, con un crescente malcontento nei confronti del Consiglio dei Dieci che serpeggiava in tutta la città, venne nominata una correttoria speciale di cinque patrizi per revisionarne il capitolare. Il 17 settembre, il bando di Renier venne revocato dal Maggior Consiglio grazie alla perorazione del suocero Bertucci Contarini. Il 25 settembre i correttori apportarono alcune minime modifiche al capitolare dei Dieci.
Alla morte del Corner (23 dicembre 1629), Zen, fresco di nomina ai Procuratori di San Marco (carica vitalizia), concorse al dogato ma finì con il far eleggere Nicolò Contarini (già membro della correttoria) quando realizzò che non aveva speranze.

### Bibliografiche
1. ↑   D Raines, Cooptazione, aggregazione e presenza al Maggior Consiglio: le casate del patriziato veneziano, 1297-1797 (PDF), in Storia di Venezia - Rivista, I, 2003,  pp. 2-64, ISSN 1724-7446 (WC · ACNP).
2. 1 2  Zorzi, p. 404.
3. 1 2 3  Zorzi, p. 399.
4. ↑   Gino Benzoni, DOLFIN, Giovanni, in Dizionario biografico degli italiani, vol. 40, Roma, Istituto dell'Enciclopedia Italiana, 1991.
5. ↑  Archivio di Stato di Venezia, Senato. Dispacci Roma, filze 84 e 87.
6. ↑  Zorzi, p. 398.
7. ↑   Giuseppe Gullino, DA MULA, Giovanni, in Dizionario biografico degli italiani, vol. 32, Roma, Istituto dell'Enciclopedia Italiana, 1986.
8. ↑   Claudio Povolo, CORNER, Giovanni, in Dizionario biografico degli italiani, vol. 29, Roma, Istituto dell'Enciclopedia Italiana, 1983.
9. ↑  Zorzi, p. 400.
10. ↑  Zorzi, pp. 401-403.
11. ↑  Zorzi, p. 406.
12. ↑  Zorzi, p. 407.
13. ↑   Gaetano Cozzi, CONTARINI, Nicolò, in Dizionario biografico degli italiani, vol. 28, Roma, Istituto dell'Enciclopedia Italiana, 1983.

### Fonti
- Nani GB (1676), Historia della Republica veneta, Venezia.
- Sansovino F (1581), Venetia città nobilissima et singolare, ed. 1633 con aggiunte di G. Martinoni, Venezia.
- Verdizzotti F (1646), De fatti veneti dall'anno 1570 sino al 1644, Venezia.

### Studi
- Alvise Zorzi, La Repubblica del Leone : Storia di Venezia, Milano, Rusconi, 1979.